# Bloc Québécois
Bloc Québécois (tiếng Pháp có nghĩa là Khối Québec) là một đảng chính trị liên bang Canada. Cương lĩnh của đảng này là bảo vệ quyền lợi của tỉnh bang Québec trong cấp liên bang và ủng hộ độc lập cho Québec. Vì thế, đảng này chỉ hoạt động trong tỉnh bang này trong các cuộc bầu cử.
Đảng Bloc Québécois nhận được nhiều ủng hộ từ nhiều tầng lớp cử tri ở Québec, từ các thành phần lao động cho đến các cử tri bảo thủ ở nông thôn. Các thành viên và người ủng hộ đảng phái này được gọi là "Bloquistes" [blɔˈkist] (Bloquists). Trong giới truyền thông tiếng Anh, đảng này còn được gọi là BQ hay The Bloc.
Bloc Québécois hiện nay là đảng lớn thứ ba trong Hạ Nghị viện Canada, sau Đảng Bảo thủ và Tự do. Đảng này có quan hệ mật thiết với Parti Québécois (PQ), đảng cấp tỉnh bang với chủ trương ly khai Québec ra khỏi Canada và tạo một quốc gia độc lập, nhưng không có quan hệ về tổ chức.